# Circonscription de Ziquala Agew
La circonscription de Ziquala Agew est une des 135 circonscriptions législatives de l'État fédéré Amhara, elle se situe dans la Zone Wag Hemra. Son représentant actuel est Lejalem Welde Malefiya.